# Serhij
Serhij ist ein männlicher Vorname. Er ist die ukrainische Form der vom lateinischen Namen Sergius abgeleiteten Vornamen Serge (frz.) oder Sergei (russ.).

## Namensträger
- Serhij Bubka (* 1963), ukrainischer Stabhochspringer
- Serhij Bubka (* 1987), ukrainischer Tennisspieler
- Serhij Issajenko (* 1987), ukrainischer Snookerspieler
- Serhij Kot (1958–2022), ukrainischer Historiker
- Serhij Kultschyzkyj (1963–2014), ukrainischer General
- Serhij Leschtschenko (* 1980), ukrainischer Journalist und Politiker
- Serhij Rebrow (* 1974), ukrainischer Fußballspieler und -trainer
- Serhij Schadan (* 1974), ukrainischer Schriftsteller, Dichter und Übersetzer
- Serhij Gennadijewitsch Schtscherbakow (* 1971), ukrainischer Fußballspieler
- Serhij Stachowskyj (* 1986), ukrainischer Tennisspieler
- Serhij Sternenko (* 1995), ukrainischer Rechtsanwalt und Zivilaktivist
- Serhij Taruta (* 1955), ukrainischer Unternehmer, Politiker, Mäzen und Sportfunktionär